# Église Saint-Samson d'Illifaut
Pour les articles homonymes, voir Église Saint-Samson.
L'église Saint-Samson est une église catholique située à Illifaut, dans le département français des Côtes-d'Armor.

## Histoire
La première pierre de l'église est posée le 11 octobre 1885, et elle est bénie le 28 juillet 1889.

## Description

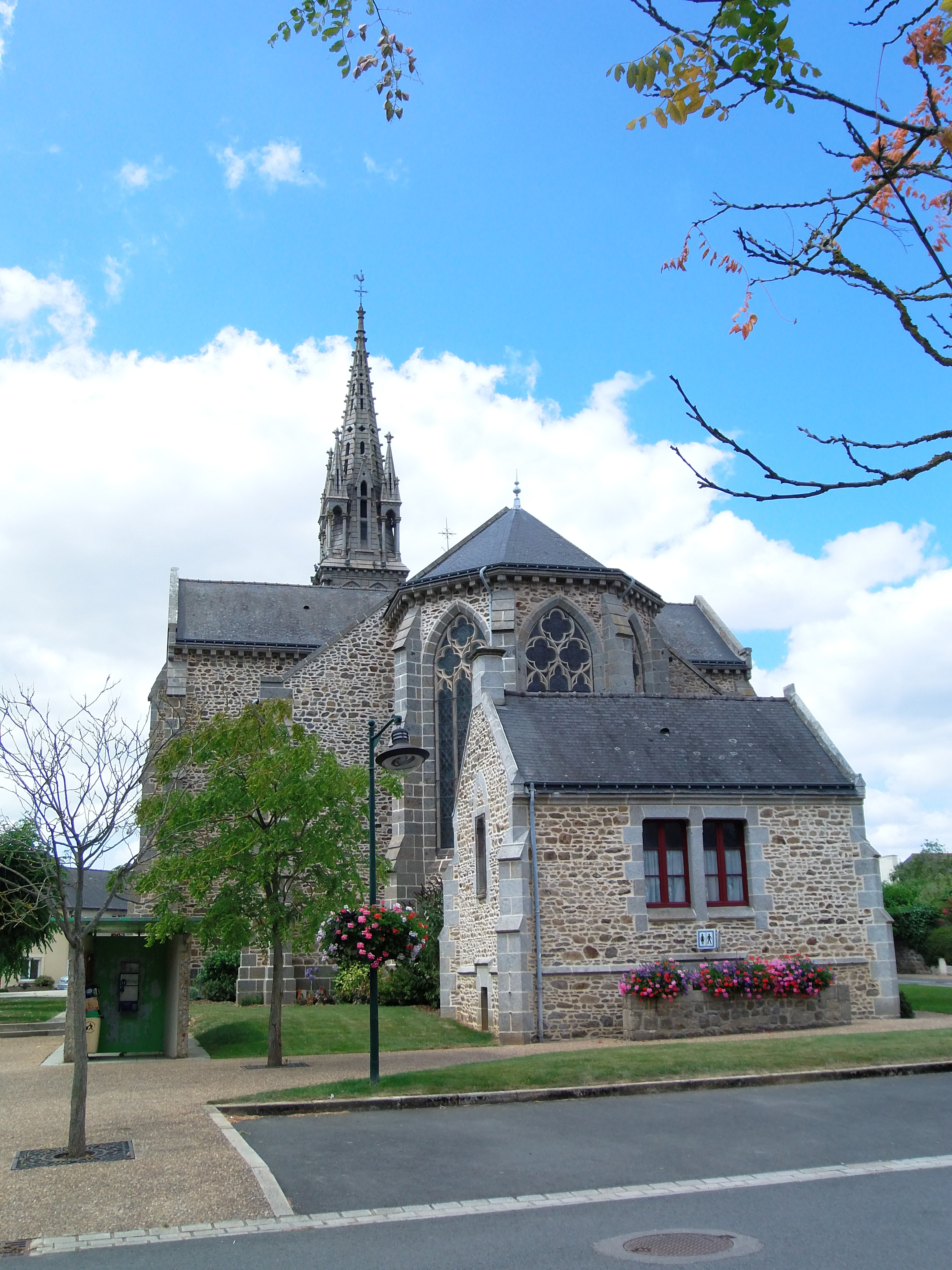
Église d'Illifaut.

Son plan est en forme de croix latine, et comprend une nef avec bas côtés de quatre travées plus celle du clocher encastré. Le chœur est cantonné de deux chapelles ouvrant sur le transept.
Il s'y trouve un monument aux morts de la première guerre mondiale.